# Petrus Herman Scheltema
Petrus Herman Scheltema (Den Haag 2 februari 1856 – Voorburg 13 augustus 1923) was een Nederlands architect en redacteur van bouwkundig tijdschrift De Opmerker.

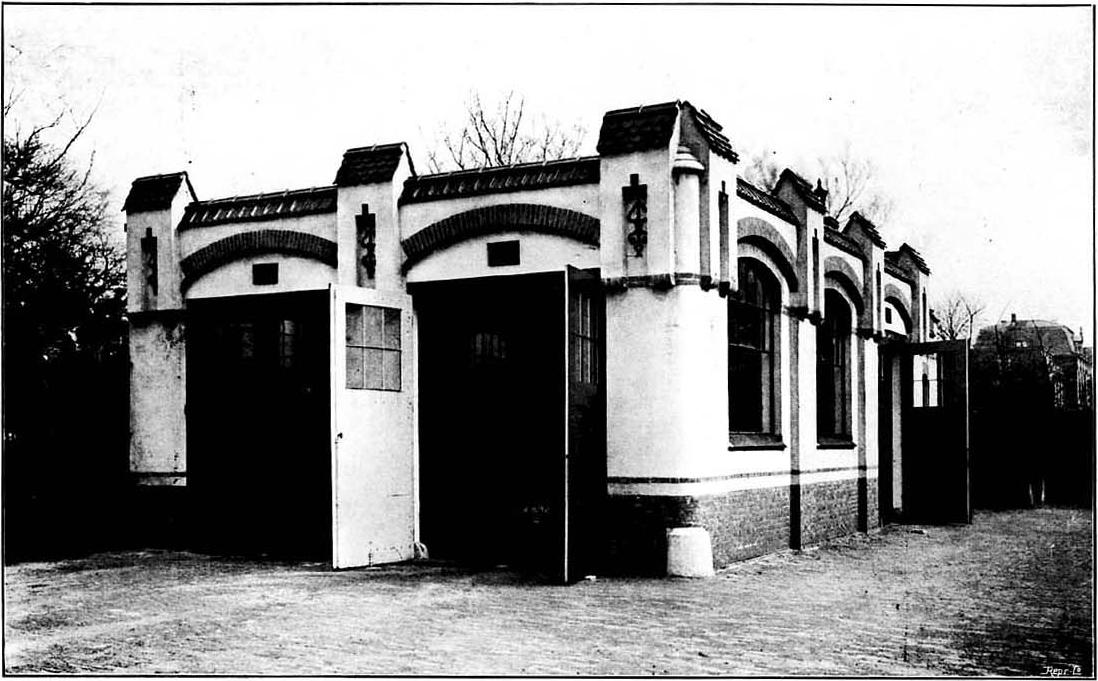
Garage Noordeinde

## Levensloop
Hij was een telg uit het geslacht Scheltema en een zoon van luitenant-kolonel Nicolaas Scheltema. In november 1886 behaalde hij de akte rechtlijnig tekenen en perspectief. Na een aantal korte betrekkingen, waaronder een bij een ziekenhuis en als partner bij een Nijmeegs architectenbureau, werd hij op 29 januari 1901 door de aandeelhouders van de N.V. Maatschappij tot Exploitatie van De Opmerker benoemd tot directeur en redacteur van het architectuur- en bouwtijdschrift De Opmerker. Op 1 juli 1912 werd deze dubbelfunctie gesplitst; op die datum nam J. van der Endt het directeurschap op zich, terwijl Scheltema aanbleef als redacteur tot de opheffing van het tijdschrift in 1919. Daarnaast was hij in 1911 betrokken bij plannen van de Stichting voor Internationalisme voor een Wereldhoofdstad in Den Haag.
In 1907 werd hij benoemd tot hoofdopzichter van de Koninklijke Paleizen. In die hoedanigheid was hij in 1912 verantwoordelijk voor de bouw van een garage cq. werkplaats naast de Koninklijke Stallen van Paleis Noordeinde. Deze garage werd gebouwd nadat het Koninklijk Huis officieel gebruik ging maken van auto's. In januari 1914 verleende de groothertogin van Luxemburg hem, tijdens haar bezoek aan Nederland, het ridderkruis van de Orde van Verdienste van Adolf van Nassau.
Scheltema woonde enige tijd in Nijmegen, waar hij als architect werkte en waar hij op 21 september 1887 trouwde met Casimira Albrechtina Wilhelmina Arendsen Hein. Ze kregen drie kinderen. De jongste van hen, Lucia Barbara Scheltema (1898-1985), was directrice van de stichting Huize Christina, een instelling voor hulp aan verwaarloosde kinderen. Later had ze een leidinggevend functie bij het verzekeringsbedrijf De Zeven Provinciën.
Scheltema was de oudere broer van de Nederlands-Australische kunstschilder Jan Hendrik Scheltema (1861-1941).